# Saint-Gelven
Saint-Gelven (en bretón Sant-Jelven) era una comuna francesa situada en el departamento de Costas de Armor, de la región de Bretaña, que el uno de enero de 2017 pasó a ser una comuna delegada de la comuna nueva de Bon-Repos-sur-Blavet al unirse con las comunas de Laniscat y Perret.

## Demografía
| Gráfica de evolución demográfica de Saint-Gelven entre 1851 y 2014 |
|                                                                    |

Los datos demográficos contemplados en este gráfico de la comuna de Saint-Gelven se han cogido de 1851 a 1999 de la página francesa EHESS/Cassini, y los demás datos de la página del INSEE.